# Вахка
Вахка — родова фортеця Рубенідів, вірменської династії правителів Кілікійського вірменського царства. Нині фортеця розміщується на території Туреччини, у провінції Адана поблизу міста Феке

## Історія
Фортеця Вахка, розташована біля середньої течії Сороса, була збудована візантійцями наприкінці X — початку XI століття для охорони рубежів імперії. В середині XI століття вірменський цар Костандін I, син Рубена I заволодів фортецею, після чого перебудував її, і вона стала родовою фортецею династії Рубенідів. Деякі історики вважають, що фортецю можна розглядати як колиску Вірменського кілікійського царства. Закріпившись у цій цитаделі, Рубеніди, стикаючись із візантійцями, поступово посилюють свій контроль над кілікійською долиною. Неподалік від фортеці розміщувався один з найвідоміших монастирів Кілікії — Дразарк, і майбутня столиця Сіс. Дразарк — один із перших вірменських культурних центрів, звідки дійшли дотепер найдавніші кілікійські манускрипти, що датуються 1113 роком, ілюстровані мініатюрами. Французький мандрівник Леон Поль, який побував у регіоні у XIX столітті, підійшовши до підніжжя фортеці відзначав: Ті, хто її будував, міцно тримались за свою незалежність
На території фортеці у XIII столітті творив вірменський учений, монах і мініатюрист Етьєн з Вахки

## Поховані у фортеці
- Ізабелла Антіохійська (? — 1206)